# Antonio Lucibello
Antonio Lucibello (Spezzano Albanese, Calábria, Itália, 25 de fevereiro de 1942) é um clérigo italiano e diplomata emérito da Santa Sé.
Antonio Lucibello foi ordenado sacerdote em 23 de julho de 1967 e, após se formar na Pontifícia Academia Diplomática,  ingressou no serviço diplomático da Santa Sé em 1971. Lucibello serviu nas Nunciaturas Apostólicas no Panamá, Etiópia, Haiti, Argentina, Zaire, Iugoslávia, Grécia e Irlanda. O doutor em direito canônico dirige o Serviço de Relações Exteriores da Santa Sé desde 1973.
Em 1995, o Papa João Paulo II o nomeou Arcebispo Titular de Thurio e Núncio Apostólico na Gâmbia, Guiné e Libéria. O Cardeal Secretário de Estado Angelo Sodano deu-lhe a consagração episcopal em 4 de novembro de 1995; Os co-consagradores foram Josip Uhač, secretário da Congregação para a Evangelização dos Povos e chefe das Pontifícias Obras Missionárias, e Andrea Cassone, Arcebispo de Rossano-Cariati. Em 1996 foi também nomeado núncio apostólico em Serra Leoa.
Em 1999 tornou-se núncio apostólico no Paraguai. Durante seu mandato, esteve envolvido, entre outras coisas, com dois reconhecimentos de paternidade do presidente do Paraguai, Fernando Lugo, que renunciou ao cargo de bispo em 2004.
Papa Bento XVI nomeou-o Núncio Apostólico na Turquia e Turcomenistão em 27 de agosto de 2005. Esta posição terminou com a nomeação de seu sucessor, Paul Fitzpatrick Russell, em 19 de março de 2016.